# Czarna książeczka
Pour plus de détails, voir Fiche technique et Distribution.
Czarna książeczka (titre anglais : The Black Pass) est un film muet polonais réalisé par Aleksander Hertz, sorti en 1915. Il est inspiré par un fait réel : à une époque, la seule profession que pouvaient exercer les femmes juives en Russie était la prostitution, et elles devaient posséder un passeport jaune pour fuir la Zone de Résidence, région ouest de l'Empire russe où les Juifs étaient cantonnés par le pouvoir impérial de 1791 à 1917.
L'UFA en fera un remake en 1918 avec Der gelbe Schein, toujours avec Pola Negri.

## Fiche technique
- Titre original : Czarna książeczka
- Titre alternatif : Żółty paszport
- Titre anglais : The Black Pass
- Pays d'origine :  Pologne
- Société de production : Sphinx Company
- Format : Noir et blanc - Muet
- Dates de sortie : 
  -  Pologne : 1915

## Distribution
- Pola Negri